# Бейжиньо
Бейжиньо (порт. Beijinho; досл. «поцелуйчик») — сладость, популярная в Бразилии; разновидность конфет, наподобие рафаэлло. Они готовятся из сгущенного молока и тертого высушенного кокоса, сверху обсыпаются сахаром, сахарной пудрой или кокосовой стружкой, а сверху по традиции украшаются кусочком гвоздики (пряности). 
Бейжиньо и бригадейро являются классическими бразильскими десертами для праздников, дней рождения и вечеринок. Некоторые бразильцы готовят их дома, тогда как другие заказывают в кондитерских. За один праздник на стол может быть подано несколько сотен таких конфет. 
Существует версия, что бейжиньо первоначально назывались «Поцелуй монахини» и изготовлялись из миндаля, сахара и воды, то есть представляли собой разновидность марципана. По другой версии, конфеты были созданы кулинаром Изабель Феррейра только в 1960-х годах, причём первоначальный рецепт включал сок личи, который с ростом популярности конфет исчез из рецепта. 